# Elaphoglossum balliviani
Elaphoglossum balliviani är en träjonväxtart som beskrevs av Eduard Rosenstock. Elaphoglossum balliviani ingår i släktet Elaphoglossum och familjen Dryopteridaceae. Inga underarter finns listade.